# آدام هنیه
آدام هنیه یک دانشگاهی مطالعات توسعه است که در انگلستان ساکن است. وی استاد مطالعات توسعه در سواس، دانشگاه لندن، عضو بنیانگذار مرکز مطالعات فلسطین سواس و عضو سابق شورای تحقیقات انگلیس دربارهٔ شام است. وی به دلیل تحقیقات در مورد مارکسیسم، اقتصاد سیاسی خاورمیانه، مهاجرت کارگری، تشکیل طبقه و دولت در شورای همکاری خلیج فارس و مطالعات فلسطین مشهور است.
وی از سال ۱۹۹۷ تا ۲۰۰۳ در فلسطین زندگی کرد و در آنجا کارشناسی‌ارشد مطالعات منطقه ای را در دانشگاه عربی قدس گذراند. هنیه دکترای علوم سیاسی از دانشگاه یورک کانادا دارد و قبل از پیوستن به سواس در لندن در دانشگاه زاید در امارات متحده عربی تدریس می‌کرد.
در سپتامبر ۲۰۱۶ وی قرار بود یک سری سخنرانی‌های مهمان در دانشگاه بیرزیت در فلسطین برگزار کند، اما هنگام ورود بازداشت و از اسرائیل اخراج شد و به او گفته شد که به مدت ده سال از طرف کابینهٔ اسرائیل از ورود به فلسطین منع شده‌است. سواس این ممنوعیت را محکوم کرد و مدیر آن، والری آموس، بارونس آموس اظهار داشت که این حادثه «نقض خودسرانه آزادی علمی» محسوب می‌شود.
آخرین کتاب وی با عنوان «پول، بازارها و سلطنت‌ها: شورای همکاری خلیج فارس و اقتصاد سیاسی خاورمیانه معاصر»، انتشارات دانشگاه کمبریج، ۲۰۱۸ جایزه کتاب گروه مطالعات اقتصاد بین‌المللی انگلیس ۲۰۱۹ را دریافت کرد.

## انتشارات
- هنیه، آدام: سرمایه‌داری و طبقه در کشورهای عربی حوزه خلیج فارس(به انگلیسی: Capitalism and Class in the Gulf Arab States)، نیویورک، پالگریو مکمیلان، ۲۰۱۱. این کتاب به تحلیل تحولات اخیر سرمایه‌داری خلیج فارس تا پس از بحران اقتصادی ۲۰۰۸ می‌پردازد. با قرار دادن خلیج فارس در درون تحول سرمایه‌داری در مقیاس جهانی، تفسیر نظری جدیدی از این منطقه مهم اقتصاد سیاسی خاورمیانه ارائه می‌دهد.
- هنیه، آدم:تبار خیزش. مسائل سرمایه‌داری معاصر در خاورمیانه(به انگلیسی: (به انگلیسی: Money, Markets, and Monarchies: The Gulf Cooperation Council and the Political Economy of the Contemporary Middle East,))، کتاب‌های مارکت، ۲۰۱۳. این کتاب دربارهٔ ریشه و تأثیر توسعه نئو لیبرال در خاورمیانه است. مطالعات موردی به تفصیل تأثیر نئولیبرالیسم بر مقررات، سیاست بدهی و وام، شرایط کار، تجارت و پیکربندی مجدد نهادی دولت از جنگ جهانی دوم را نشان می‌دهد.
- هنیه، آدام: پول، بازارها و سلطنت‌ها: شورای همکاری خلیج فارس و اقتصاد سیاسی خاورمیانه معاصر (به انگلیسی: Money, Markets, and Monarchies: The Gulf Cooperation Council and the Political Economy of the Contemporary Middle East,)، انتشارات دانشگاه کمبریج، 2018.[۶]